# Шалинське
Шалинське (рос. Шалинское) — село в Росії, у Красноярському краї, адміністративний центр Манського району. Населення -  	3932 осіб.
Засноване в середині XVIII століття.

## Географія
Село розташоване в північних околицях відрогів Східного Саяну між річками Шалінка і струмком Кам'яним [Архівовано 1 грудня 2017 у Wayback Machine.] перед їх впаданням в Єсауловку на висоті близько 380 метрів над рівнем моря. Терріторіально витягнуто вздовж річки Шалинка.

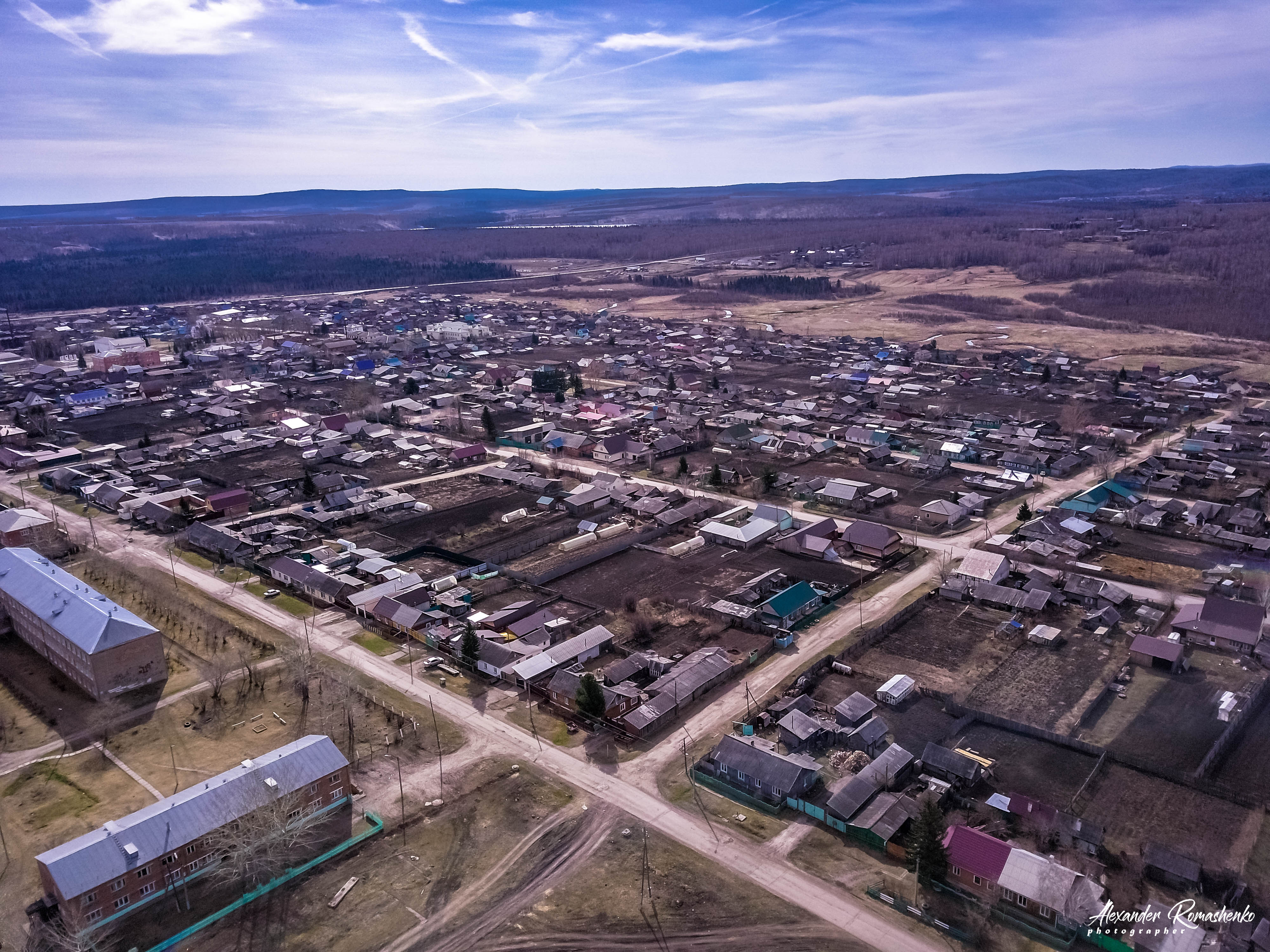
Селище Шалинське з висоти 100 метрів.